# 꽃지해수욕장
꽃지해수욕장은 대한민국 충청남도 태안군 안면읍 해수욕장으로서 넓은 백사장과 할미바위, 할아비바위(할미할아비바위)가 어우러져 그림 같은 풍광을 보여준다. 2개의 바위 너머로 붉게 물드는 낙조는 태안을 상징하는 풍광으로 꼽힌다. 예부터 백사장을 따라 해당화가 지천으로 피어나 ‘꽃지’라는 이름을 얻었다.
꽃지해수욕장에는 이 곳을 상징하는 두 바위가 있는데, 국가지정 명승 제69호로 지정된 '할미할아비밥위'이다. '할미할아비바위'는 '할미바위'와 '할아비바위'라고도 불리며, 태안에는 예로부터 이 두 바위에 대한 전설이 있다.

## 수상 내역
환경부 국립공원관리공단이 연말 해넘이 명소 선정

## 같이 보기
- 안면도 꽃지 할미 할아비 바위

## 참고 자료
- 안면도지 (안면도지 편찬위원회, 1990), 태안군지(태안군, 1995)